# Artsyz
Artsyz (Oekraïens: Арциз, Roemeens: Arciz, Duits: Artzis) is een Oekraïense stad in de oblast Odessa. De stad ligt aan het zuiden van het land en had op 1 januari 2021 een populatie van 14.486.

## Geschiedenis
De stad werd gesticht door Duitse kolonisten uit Zwaben en uit het toen net opgeheven hertogdom Warschau. De stad is vernoemd naar de Slag bij Arcis-sur-Aube.